# Colin Smith
Colin Smith (født 23. september 1983 i Harare, Zimbabwe) er en britisk tidligere roer.
Smith vandt sølv for Storbritannien ved OL 2008 i Beijing i disciplinen otter. Alex Partridge, Tom Stallard, Richard Egington, Tom Lucy, Josh West, Matt Langridge, Alastair Heathcote og styrmand Acer Nethercott udgjorde resten af besætningen. Der deltog otte både i konkurrencen, hvor Canada vandt guld, mens USA sikrede sig bronzemedaljerne. Det var hans eneste OL.
Smith vandt desuden en VM-bronzemedalje i toer uden styrmand ved VM 2007 i München.

## OL-medaljer
- 2008:  Sølv i otter